# Corallimorphus atlanticus
Corallimorphus atlanticus är en korallart som beskrevs av Oscar Henrik Carlgren 1934. Corallimorphus atlanticus ingår i släktet Corallimorphus och familjen Corallimorphidae. Inga underarter finns listade i Catalogue of Life.